# Perfectae caritatis
Perfectae Caritatis je dokument Rimskokatoliške Cerkve, ki je nastal med drugim vatikanskim koncilom; objavil ga je papež Pavel VI. 28. oktobra 1965. Za dokument je glasovalo 2.321 škofov, proti pa 4.
Dokument govori o redovniškem življenju.